# École des Beaux-Arts
|  | Dieser Artikel wurde auf der Qualitätssicherungsseite des Projekts Bildende Kunst eingetragen. Die Mitarbeiter der QS-Bildende Kunst arbeiten daran, die Qualität der Artikel aus dem Themengebiet Kunst auf ein besseres Niveau zu bringen. Bitte hilf mit, die Mängel dieses Artikels zu beheben und beteilige Dich an der Diskussion. |

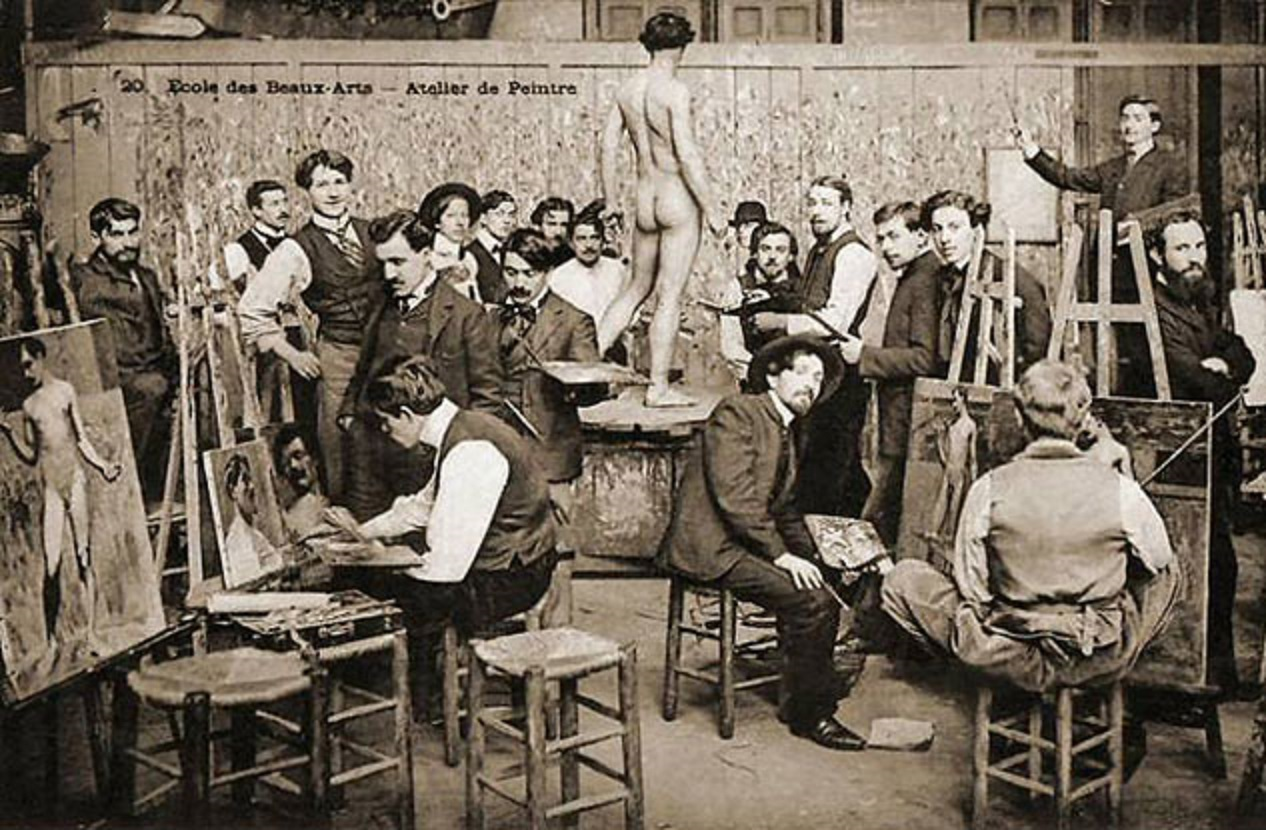
Kunststudenten beim Aktmalen an der École des Beaux-Arts, spätes 19. Jahrhundert

École des Beaux-Arts oder École d’Arts ist der Name zahlreicher Schulen für bildende Künste im französischen Sprachraum. Die älteste und berühmteste davon ist die École des Beaux-Arts in Paris. Diese Bildungseinrichtungen gliedern sich hauptsächlich in staatliche, kommunale und private Schulen, in Hochschulen und sonstige Schulen für bildende Künste. Bis zum Jahr 1968 wurde an den Hochschulen auch der Studiengang Architektur angeboten, der auf Initiative des damaligen Kultusministers André Malraux landesweit in sogenannte Unités Pédagogiques d’Architecture (UPA) verlegt wurde, die inzwischen die Bezeichnung Architekturhochschule (École nationale supérieure d’architecture) angenommen haben.
Die École des Beaux-Arts ist nicht zu verwechseln mit der Gelehrtengesellschaft Académie des Beaux-Arts.

## Hochschulen für bildende Künste in Frankreich
- Vom Kultusministerium abhängige staatliche Hochschulen:
  - École nationale supérieure des beaux-arts de Paris (ENSBA), Schirmherrschaft: Kultusministerium
  - École nationale supérieure d’arts de Bourges (ENBA)
  - École nationale supérieure d’arts de Paris-Cergy (ENSAPC)
  - École nationale supérieure d’arts de Dijon
  - École nationale supérieure d’art de Limoges-Aubusson
  - École nationale supérieure des beaux-arts de Lyon (ENSBA)
  - École nationale supérieure d’art de Nancy (ENSA)
  - École nationale supérieure d’art de Nice
- Vom Kultusministerium anerkannte Hochschulen:
  - École supérieure des beaux-arts d’Angers
  - École supérieure des beaux-arts de Caen
  - École supérieure des beaux-arts de Cherbourg-Octeville
  - École supérieure des beaux-arts du Mans
  - École supérieure des beaux-arts de Marseille
  - École supérieure des beaux-arts de l’agglomértion de Montpellier
  - École supérieure des beaux-arts de Nîmes
  - École supérieure des beaux-arts de Cornouailles de Quimper
  - École supérieure des beaux-arts de Toulouse
  - École supérieure des beaux-arts de Tours
  - École supérieure des beaux-arts de Valenciennes
  - École supérieure des beaux-arts de la Réunion (Übersee)
  - École des Beaux-Arts du Genevois
  - École des Beaux-Arts in Straßburg
  - École supérieure d’art d’Aix-en-Provence
  - École supérieure d’arts de Brest
  - École supérieure d’art de Cambrai (ESA)
  - École supérieure d’art de Clermont Communauté
  - École supérieure d’art de Grenoble
  - École supérieure d’art du Havre
  - École supérieure d’arts de Lorient
  - École supérieure d’arts de Metz
  - École supérieure d’art et de design d’Amiens
  - École supérieure des arts et de la communication de Pau
  - École supérieure d’art de design de Reims
  - École des Beaux-Arts de Rouen